# Мартінсдейл (Монтана)
Мартінсдейл (англ. Martinsdale) — переписна місцевість (CDP) в США, в окрузі Мар штату Монтана. Населення — 43 особи (2020).

## Географія
Мартінсдейл розташований за координатами 46°27′17″ пн. ш. 110°18′43″ зх. д. / 46.45472° пн. ш. 110.31194° зх. д. (46.454741, -110.311974).  За даними Бюро перепису населення США в 2010 році переписна місцевість мала площу 2,26 км², уся площа — суходіл.

## Демографія
Згідно з переписом 2010 року, у переписній місцевості мешкали 64 особи в 36 домогосподарствах у складі 16 родин. Густота населення становила 28 осіб/км².  Було 74 помешкання (33/км²).
Расовий склад населення:
| - 96,9 % — білих - 1,6 % — чорних або афроамериканців |

До двох чи більше рас належало 1,6 %. Частка іспаномовних становила 0,0 % від усіх жителів.
За віковим діапазоном населення розподілялося таким чином: 10,9 % — особи молодші 18 років, 53,2 % — особи у віці 18—64 років, 35,9 % — особи у віці 65 років та старші. Медіана віку мешканця становила 57,7 року. На 100 осіб жіночої статі у переписній місцевості припадало 128,6 чоловіків;  на 100 жінок у віці від 18 років та старших — 119,2 чоловіків також старших 18 років.
За межею бідності перебувало 35,8 % осіб, у тому числі 0,0 % дітей у віці до 18 років та 0,0 % осіб у віці 65 років та старших.
Цивільне працевлаштоване населення становило 50 осіб. Основні галузі зайнятості: роздрібна торгівля — 40,0 %, транспорт — 18,0 %, мистецтво, розваги та відпочинок — 18,0 %.